# Salvador Victoria
Salvador Victoria Bolívar (Madrid, 26 de noviembre de 1968) es un político español, consejero de Asuntos Sociales, entre 2011 y 2012, y consejero de Presidencia, Justicia y Portavoz del Gobierno de la Comunidad de Madrid, entre 2012 y 2015. Fue Diputado de la Asamblea de Madrid entre 2009 y 2015. Durante su etapa en la Comunidad de Madrid fue presidente del consejo de administración del Canal de Isabel II, y del Consejo de Asuntos Taurinos. Es miembro del Partido Popular, donde fue el presidente del Comité Electoral del Partido Popular de Madrid.

## Biografía
Nació en Madrid, está casado y tiene dos hijos. Estudió en el instituto público San Isidro de Madrid antes de obtener su licenciatura en Derecho por la Universidad Complutense de Madrid en 1991. Es abogado colegiado en Madrid desde 1992. Experto en Derecho Comunitario por el Consejo General del Poder Judicial, obtuvo en 1997 el puesto número uno en las oposiciones al cuerpo de Letrados de la Comunidad de Madrid. Al año siguiente fue nombrado letrado jefe del Servicio Jurídico Central.
En 2003 obtuvo el Diploma de Estudios Avanzados en Derecho Administrativo tras superar los cursos de doctorado.

### Actividad política
En el año 2000 fue nombrado asesor parlamentario del Ministro de Justicia, puesto que dejó en 2003 para ocupar la Secretaría General Técnica del Grupo Parlamentario Popular en la Asamblea de Madrid. Desde ese año y hasta las elecciones autonómicas de 2011 fue viceconsejero de Vicepresidencia de la Comunidad de Madrid y secretario general del Consejo de Gobierno de la Comunidad de Madrid.
Entre 2004 y 2011 presidió la Comisión de Coordinación de la Sociedad de la información y el Conocimiento, y entre 2006 y 2011 fue Secretario de la Orden del Dos de Mayo de la Comunidad de Madrid.
Fue diputado de la Asamblea de Madrid desde 2009 hasta 2015. En junio de 2011 fue nombrado consejero de Asuntos Sociales de la Comunidad de Madrid. En septiembre de 2012 cambió de cartera, siendo nombrado consejero de Presidencia, Justicia y portavoz del Gobierno por el nuevo presidente del gobierno madrileño, Ignacio González.
En octubre de 2012 es designado Presidente del Consejo de Asuntos Taurinos de la Comunidad de Madrid; y en noviembre del mismo año es nombrado Presidente del Canal de Isabel II Gestión.
Presidente del Comité Jurídico del Partido Popular madrileño desde 2008, en el XV Congreso regional del partido, celebrado en abril de 2012, es nombrado Presidente del Comité Electoral.
Según el diario El País, uno de los imputados en la operación Púnica habría indicado al juez Eloy Velasco que Victoria ordenó pedir a la empresa Indra que saldase una deuda de la Comunidad de Madrid por importe de 10 000 euros con otro de los detenidos en esa operación. Tanto el consejero como la propia Comunidad de Madrid desmintieron tajantemente que tuvieran relación alguna con la trama, e indicaron que la información periodística no había sido contrastada y omitía las actuaciones posteriores del juez. El 4 de junio de 2015 anunció su dimisión como consejero de Presidencia del Gobierno de la Comunidad de Madrid, al tiempo que la consejera de Educación Lucía Figar, ambos ya en funciones tras las elecciones de mayo de ese año, tras ser imputados por estos contratos. La dimisión debía servir para "facilitar el pacto" entre PP y Ciudadanos para gobernar en la Comunidad de Madrid. El 8 de junio su dimisión fue publicada en el Boletín Oficial de la Comunidad de Madrid, y fue sustituido en el gobierno en funciones por Javier Hernández Martínez, hasta ese momento viceconsejero de Presidencia e Interior.
Las investigaciones dirigidas contra Victoria por el Juzgado Central de Instrucción número 6 fueron archivadas mediante Auto judicial de 14 de octubre de 2022 que acordó su sobreseimiento por falta de "indicios sólidos". Este archivo  penal fue confirmado, de manera definitiva, por la Sala de lo Penal de la Audiencia Nacional en 2023.